# Theodoor van Thulden

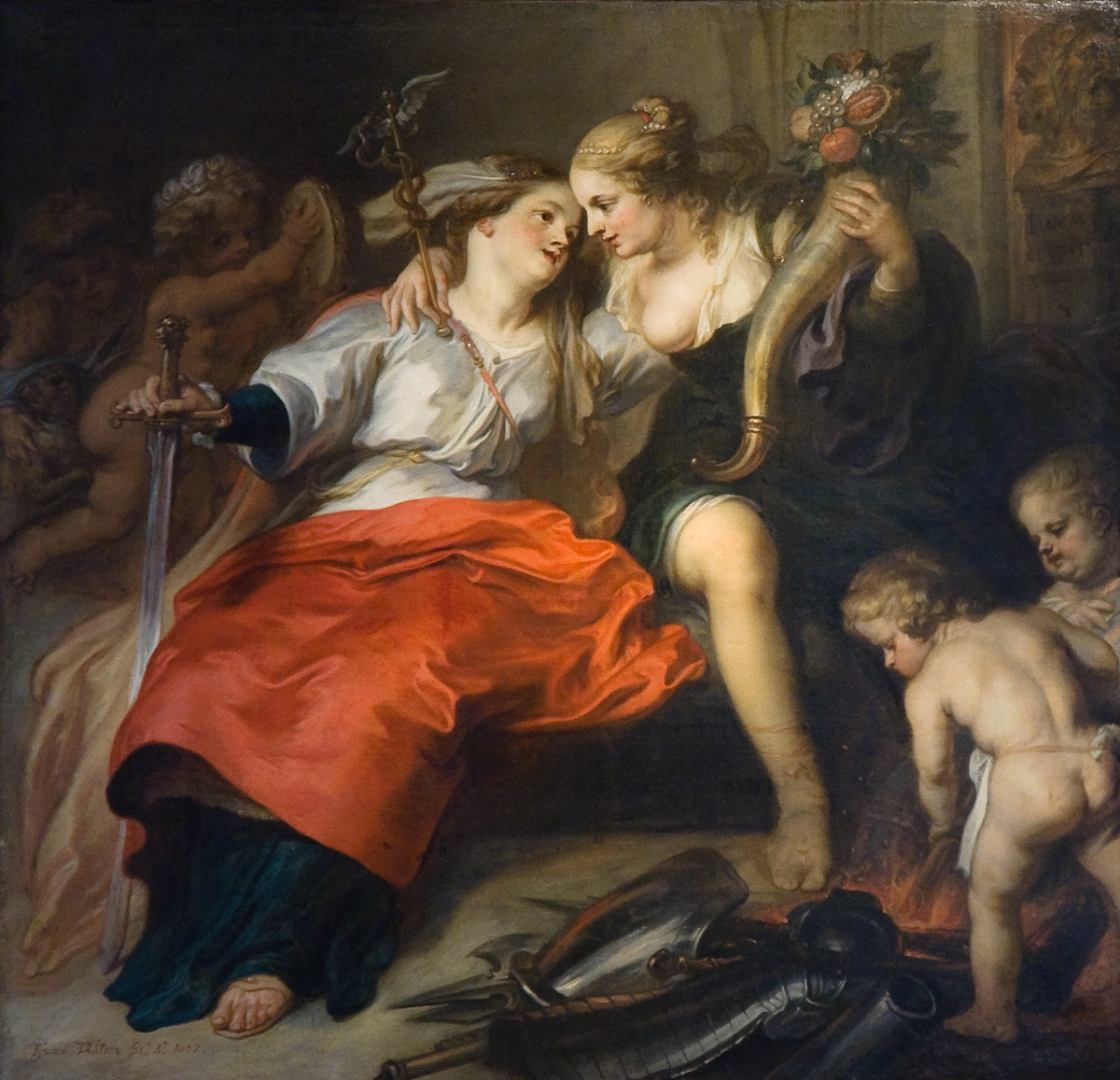
Allegorie op de terugkeer van de vrede, 1657

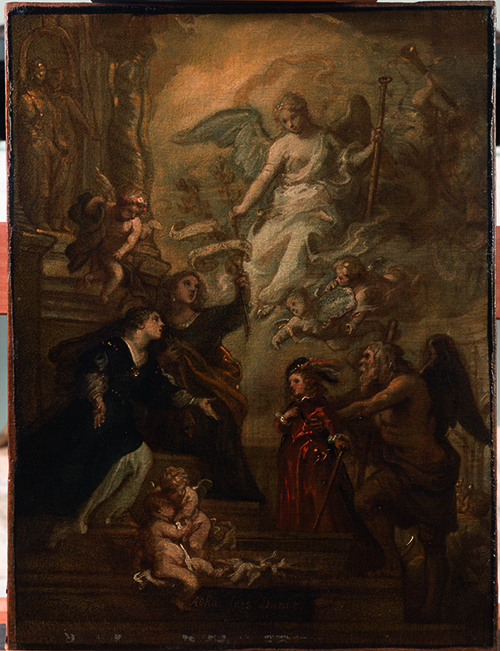
Allegorie op prins Willem III als stamhouder van de dynastie, 1660-1661, uit de collectie van The Phoebus Foundation

Theodoor van Thulden (ged. 's-Hertogenbosch, 9 augustus 1606 – begr. 's-Hertogenbosch, 12 juli 1669) was een Brabantse kunstschilder. Hij was een jongere tijdgenoot van de schilder Peter Paul Rubens (1577-1640), door wiens stijl hij werd beïnvloed en met wie hij veelvuldig heeft samengewerkt.

## Ouderlijk gezin en huwelijk
Van Thulden werd op 9 augustus 1606 in de Sint-Janskathedraal gedoopt als "Dirrick", zoon van "Jacop van Tulden" en "Heylke sij huijsvrou". Zijn vader Jacob Gerits van Tulden (1575-1630) was zilversmid, maar verdiende de kost als lakenkoopman. Zijn moeder Heylwich (Heylke) van Meurs was een dochter van de zilversmid Dierck Aerts van Moers.
Van Thulden was de oudste van negen kinderen. Hij had zeven broers en één zus. Zijn oudste broer Arnoult (1608-1681) werd advocaat en notaris. Zijn tweede broer Geraert (geb. 1612) was militair. Zijn derde broer Peter (1614-1670) was monnik (kloosternaam: Benedictus) en priester. Zijn vierde broer Franchoijs (1617-1669/1673) werd kunstschilder. Zijn zus Anneken (ovl. ca. 1670) bleef ongehuwd. Een broer Hendrick (geb. 1619) is jong gestorven. Zijn jongste broers Hendrick (1621-1679) en Joannes (1627-1668) waren minderbroeder en pastoor.
Van Thulden is op 24 juli 1635 in Antwerpen getrouwd met Maria van Balen, dochter van de schilder Hendrick van Balen (1575-1632) en diens vrouw Margriet Briers. Bij haar doop op 8 maart 1618 in Antwerpen was Peter Paul Rubens haar peetvader. Theodoor en Maria kregen één kind: dochter Maria Anna, die op 7 mei 1636 in Antwerpen is gedoopt en tussen 1652 en 1669 is overleden.

## Biografie
Ondanks zijn levenslange binding met zijn geboortestad 's-Hertogenbosch zou Theodoor Van Thulden een groot deel van zijn leven elders doorbrengen. Twee steden die belangrijk geweest zijn in zijn carrière zijn Antwerpen (destijds eveneens in het Hertogdom Brabant) en Parijs. Op vijftienjarige leeftijd vertrekt Van Thulden uit het ouderlijke huis in ’s-Hertogenbosch naar Antwerpen. Er wordt algemeen aangenomen dat de jonge Van Thulden, die uit een familie van zilversmeden kwam, naar Antwerpen is gegaan om een artistieke opleiding te krijgen. Hij ging daar in 1621 in de leer bij de minder bekende meester Abraham Blyenberch. Er is lang aangenomen dat Theodoor Van Thulden hierna een leerling was van de grootmeester Pieter Paul Rubens, maar dit is waarschijnlijk een misverstand, voortgekomen uit een foute interpretatie van de Latijnse woorden ‘Discipulus Rubenii’. Een tijdgenoot van Van Thulden, Gevaerts, gebruikte deze term volgens hedendaagse interpretaties in een ruimere betekenis ‘navolger van Rubens’ en dus niet zoals lang gedacht ‘leerling van Rubens’.

## Werk in openbare collecties (selectie)
| Stad             | Locatie                       | Titel | Jaar        | Afbeelding |
| ---------------- | ----------------------------- | --- | ----------- | ---------- |
| 's-Hertogenbosch | Noord-Brabants Museum         | Allegorie op de terugkeer van de vrede | 1657        |            |
| 's-Hertogenbosch | Noord-Brabants Museum         | Portret van Josina Copes-Schade van Westrum en haar kinderen                                                                                | 1650        |            |
| 's-Hertogenbosch | Noord-Brabants Museum         | Allegorie op de harmonie en het huwelijk | 1655        |            |
| 's-Hertogenbosch | Noord-Brabants Museum         | De Tronende Tweedracht verdrijft de kunsten en de wetenschappen                                                                             | 1650        |            |
| 's-Hertogenbosch | Noord-Brabants Museum         | Visioen van de Heilige Ignatius | 1655 - 1665 |            |
| 's-Hertogenbosch | Noord-Brabants Museum         | Aanbidding van de koningen | 1640 - 1665 |            |
| 's-Hertogenbosch | Noord-Brabants Museum         | Allegorie op de Deugd | 1630        |            |
| 's-Hertogenbosch | Noord-Brabants Museum         | Oude kopie van Allegorie op de terugkeer van de vrede                                                                                       | 1700 - 1800 |            |
| 's-Hertogenbosch | Noord-Brabants Museum         | Allegorie op de ondeugd | 1630        |            |
| 's-Hertogenbosch | Noord-Brabants Museum         | Allegorie het verzoek van de steden van Brabant om vertegenwoordiging in de regering van de Verenigde Provinciën.                           | 1650        |            |
| 's-Hertogenbosch | Stadhuis van 's-Hertogenbosch | Allegorie op Eendracht maakt Macht | 1646        |            |
| 's-Hertogenbosch | Stadhuis van 's-Hertogenbosch | Allegorie op gelijkheid van Brabant | 1650        |            |
| 's-Hertogenbosch | Stadhuis van 's-Hertogenbosch | Het Leeuwepaar | 1646        |            |
| 's-Hertogenbosch | Stadhuis van 's-Hertogenbosch | De Wildeman | 1640 - 1665 |            |
| 's-Hertogenbosch | Stadhuis van 's-Hertogenbosch | Allegorie op het hoger beroep van de vier kwartieren der Meierij bij de schepenbank van ‘s-Hertogenbosch                                    | 1647        |            |
| 's-Hertogenbosch | Kruiskerk 's-Hertogenbosch    | Dominicus ontvangt de rozenkrans uit handen van Maria                                                                                       | 1654        |            |
| 's-Hertogenbosch | Sint-Janskathedraal           | De verloving van de Heilige Maagd | 1640 - 1665 |            |
| Arnhem           | Huis Zypendaal                | Portret van Anna van Renesse | 1651        |            |
| Amsterdam        | Rijksmuseum Amsterdam         | Allegorie op het afscheid van Willem III van Amalia van Solms na de overdracht van het regentschap aan de Staten-Generaal en enkele prenten | 1661        |            |
| Antwerpen        | Rubenshuis                    | Ruiterportret van George Villiers (1592-1628), hertog van Buckingham                                                                        | 1625        |            |
| Baroda           | State Gallery                 | Portret van Jan van Asten met zijn tweede vrouw Maria Donckers en zoon Gerard                                                               | 1644        |            |
| Breda            | Het Klooster                  | Christus aan de Geselkolom en Onze Lieve Vrouw van Goede Hoop                                                                               | 1640 - 1665 |            |
| Breda            | Stedelijk Museum Breda        | Bespotting van Christus | 1640 - 1665 |            |
| Den Haag         | Paleis Huis ten Bosch         | De Oranje Zaal | 1640 - 1665 |            |
| Doornik          | Museum voor Schone Kunsten    | Portret Familie Mutsaers-Van Someren | 1647        |            |
| Nancy            | Musée des Beaux-Arts          | Perseus bevrijdt Andromeda | 1646        |            |
| Potsdam          | Stadschloss                   | Allegorie op Friedrich Wilhelm, keurvorst van Brandenburg en de Vrede van Oliva                                                             | 1666 - 1667 |            |
| Rotterdam        | Museum Boijmans van Beuningen | (enkele prenten) | 1600-1700   |            |
| Wenen            | Kunsthistorische Museum Wenen | Allegorie De opname van ’s-Hertogenbosch in de Unie                                                                                         | 1600-1700   |            |

## Verdere informatie
- L.F.W. Adriaenssen, Voorheen van Tuldel, Thans Van Tulden, Van Tulder, Van Thulden, Stichting Brabantse Regionale Geschiedbeoefening (Amsterdam 2011). Online: Familie Tuldel (downloadbaar als pdf) op de website van Leo Adriaenssen (geraadpleegd 6-7-2014).
- A. Balis, ‘Rubens en zijn atelier: een probleemstelling’ Rubens: Een genie aan het werk. Rondom de Rubenswerken in de Koninklijke Musea voor Schone Kunsten van België, vol. tent.cat. (Brussel -Koninklijke Musea voor Schone Kunsten van België- 2007-2008) pp. 30-51
- M.-L. Hairs: Dans le sillage de Rubens: Les Peintres d’histoire anversois au XVIIe siècle (Liège, 1977), pp. 125–47
- H. Vlieghe, Rubens's Atelier and History Painting in Flanders. A Review of the Evidence, in: The age of Rubens, vol. tent.cat. Boston - Toledo (Museum of Fine Arts - Museum of Art), 1993-1994, pp. 158-170
- C. de Bie: Het gulden cabinet (1661), p. 251
- J.-B. Descamps: Vie des peintres flamands et hollandais, i (Paris, 1754), pp. 112–15
- A. Michiels: Histoire de la peinture flamande, vii (1869), p. 116
- F. J. Van den Branden: Geschiedenis der Antwerpsche schilderschool, ii (Antwerp, 1883), pp. 289–95
- H. Schneider: ‘Theodoor van Thulden en Noord-Nederland’, Oud-Holland, xlv (1928), pp. 1–5, 200–09
- M.-L. Hairs: ‘Théodore van Thulden’, Rev. Belge Archéol. & Hist. A., xxxiv (1965), pp. 11–73
- Theodore van Thulden, 1606–1669 (exh. cat. by G. J. Schweitzer, ’s-Hertogenbosch, Noordbrabants Mus., 1970)
- S. Alpers: The Decoration of the Torre de la Parada, Corpus Rubenianum Ludwig Burchard, ix (London and New York, 1971), p. 221
- A. Roy: ‘Un Peintre flamand à Paris au début du XVIIe siècle: Théodore van Thulden’, Bull. Soc. Hist. A. Fr. (1979), pp. 67–76
- S. Béguin, J. Guillaume and A. Roy: La Galerie d’Ulysse à Fontainebleau (Paris, 1985)
- J. Wood: ‘Padre Resta’s Flemish Drawings: Van Diepenbeek, van Thulden, Rubens and the School of Fontainebleau’, Master Drgs, xxviii/1 (1990), pp. 3–53
- Theodoor van Thulden: Un Peintre baroque du cercle de Rubens (exh. cat. by A. Roy, ’s Hertogenbosch, Noordbrabants Mus.; Strasbourg, Mus. B.-A.; 1991–2)
- Flemish Drawings in the Age of Rubens (exh. cat. by A.-M. Logan, Wellesley Coll., MA, Davis Mus. & Cult. Cent., 1993–4), pp. 218–20
- Y. Van den Bemden, C. Fontaine-Hodiament and A. Balis: Cartons de vitraux du XVIIe siècle: La Cathédrale Saint-Michel, Bruxelles (Brussels, 1994)